# Ju Cassou
Jucelene Cassou Guimarães (Curitiba, 14 de maio de 1965) é uma atriz, cantora e dubladora brasileira.

## Carreira
Depois de estudar piano clássico e formar-se em Música pela Faculdade de Educação Musical do Paraná, mudou-se para São Paulo nos anos 1980 e, em 1986, foi convidada por Marcos Leite e Nestor de Hollanda Cavalcanti para integrar o grupo Garganta Profunda. Aceitou o convite e fez parte do conjunto até 1990, tendo nesse período trabalhado também em outros projetos, como o Maite-Tchu e o Coral do Rio.
A partir dos anos 1990, alternou-se entre a carreira solo como cantora e instrumentista e os trabalhos como atriz de teatro e dubladora. Também dedicou-se ao ensino de música. Tocou com a Rio Jazz Orchestra
Dublou a personagem Bela na versão para o Brasil do filme A Bela e a Fera, de 1991.
Lançou em 2002 o seu primeiro álbum solo, o independente Muito prazer, com participação especial de Jorge Benjor. Em 2011, gravou Live in Germany, registro de um show em que tocou acompanhada apenas por Gilson de Assis (percussão) e Marcio Tubino (sax e flautas).

## Discografia

### Solo
- 2011 — Live in Germany
- 2001 — Muito prazer - Independente
- 2020 — Koratã[3] - Independente

### Participações
- 2020 — Especial. Fabiano Medeiros - Independente[4]
- 1999 — Os anjos dizem amém. Leco Alves - FumPró-Arte
- 1999 — Brasilidad. João Pinheiro - Independente
- 1999 — Pianíssimo. Tim Rescala - Independente
- 1998 — Estrada. Bete Calligaris - Geléia Geral
- 1996 — Arco da velha. Alexandre Elias - Bengas Música
- 1995 — Disney super hits vol. 2 - Som Livre
- 1993 — Canções de ninar de Walt Disney - Som Livre
- 1993 — A verdadeira trilha da família Dinossauros - Natasha Records
- 1988 — A dança da meia-lua - Som Livre
- 1987 — Les Étoiles (editado na França)

## Filmografia
- 1991 — A Bela e a Fera